# Лопес, Ана Габриэла
Ана Габриэла Лопес Феррер (исп. Ana Gabriela López Ferrer; род. 1994, Халапа-Энрикес) — мексиканская спортсменка-тяжелоатлетка, призёр чемпионата мира и Панамериканского чемпионата. Участница летних Олимпийских игр 2020 года.

## Карьера
В 2017 году она участвовала в весовой категории до 53 кг в чемпионате мира, который проходил в Анахайме, в США. На чемпионате мира 2018 года в Ашхабаде она выступала в весовой категории до 55 кг. Через год на чемпионате мира 2019 года, проходившем в Паттайе, также принимала участие в этой же категории. В 2019 году на Панамериканском чемпионате завоевала бронзовую медаль.
Ана Габриэла представляла Мексику на летних Олимпийских играх 2020 года в Токио. Заняла 9-е место в весовой категории до 55 кг.
На чемпионате мира 2022 года в Боготе, в Колумбии в категории до 55 кг она стала третьей по сумме двух упражнений с результатом 198 кг и завоевала малую серебряную медаль в упражнении «рывок» (90 кг).